# Dorfkirche Knau

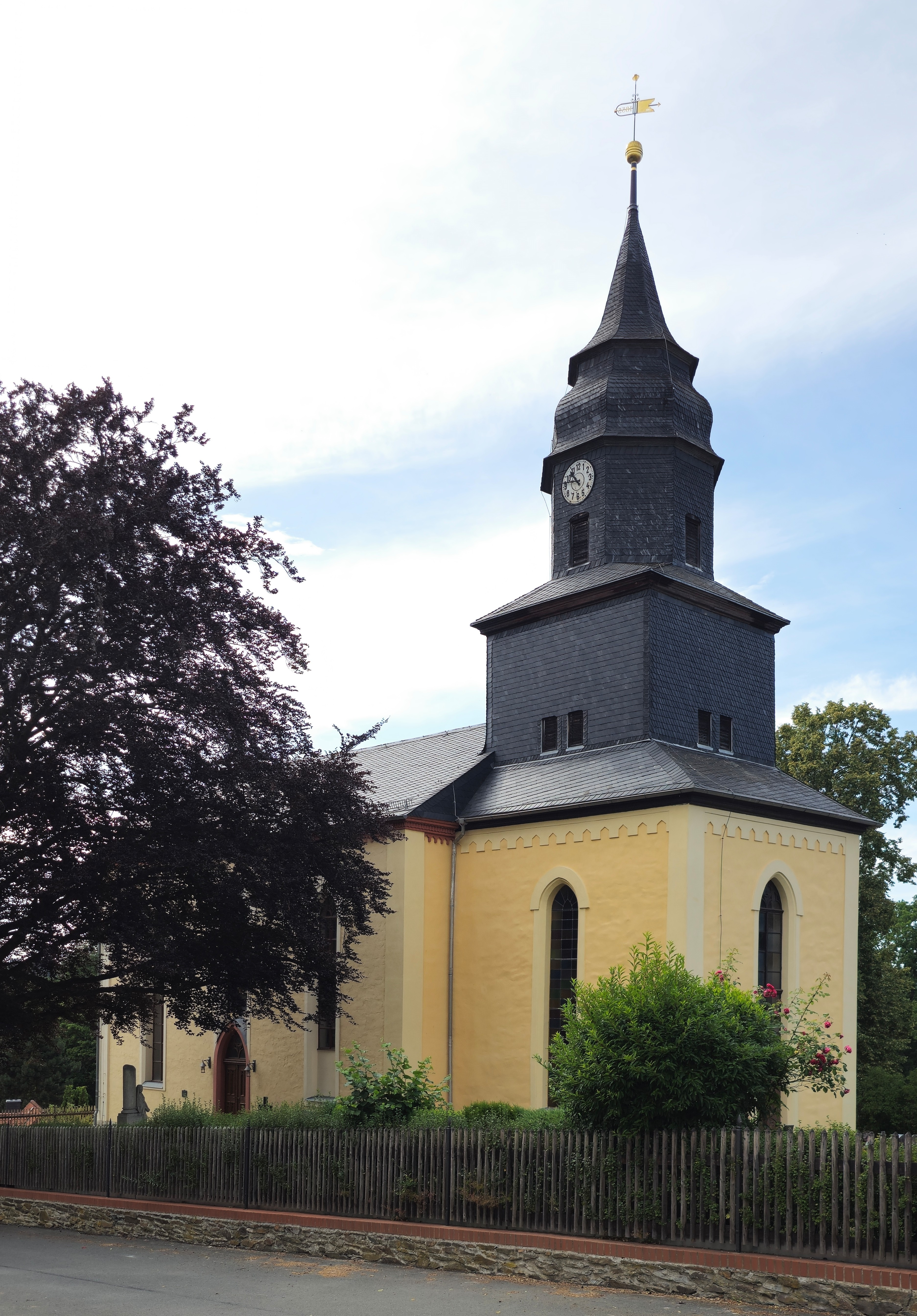
Dorfkirche Knau

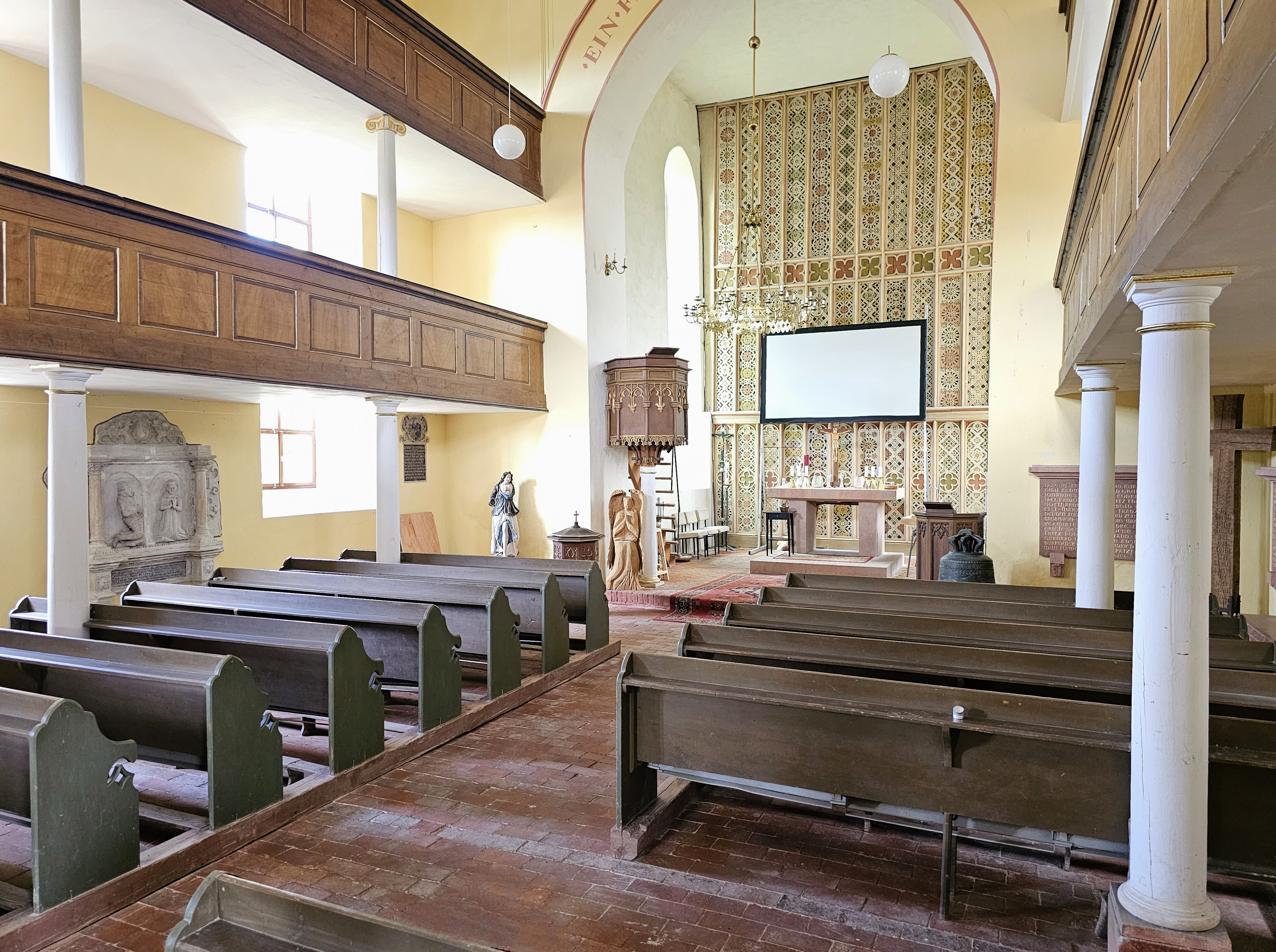
Innenraum (2023)

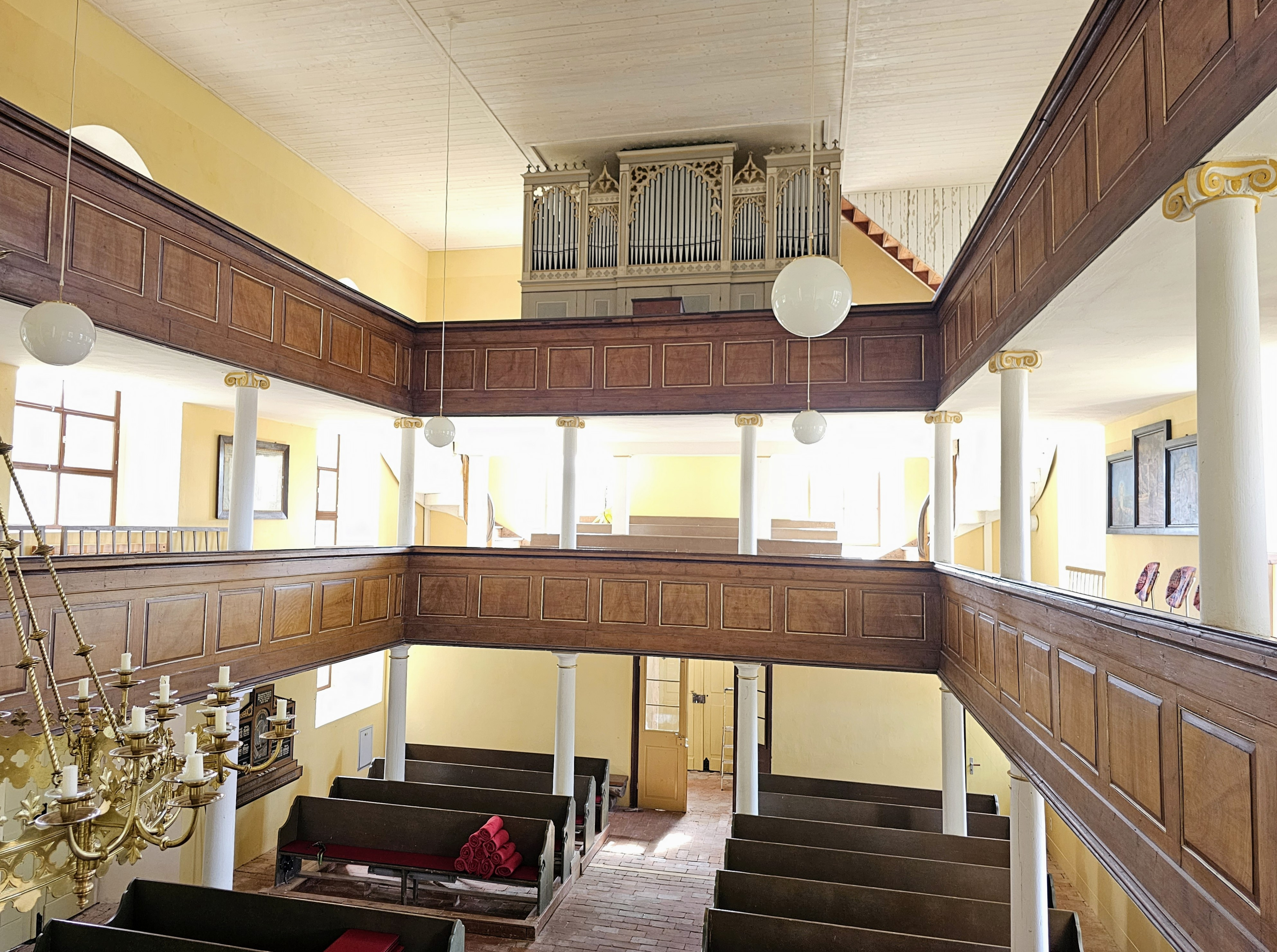
Innenraum, Blick zur Orgel

Die evangelisch-lutherische, denkmalgeschützte Dorfkirche Knau steht in Knau, einem Ortsteil der Stadt Neustadt an der Orla im thüringischen Saale-Orla-Kreis. Die Kirchengemeinde Knau gehört zum Pfarrbereich Knau im Kirchenkreis Schleiz der Evangelischen Kirche in Mitteldeutschland.

## Geschichte
Der erste Kirchenbau ist um 1500 belegt. Esaias von Brandenstein ließ 1608 die Kirche neu erbauen. Der gotische Chorturm erhielt seinen barocken Aufsatz Ende des 17. Jahrhunderts. Nach umfassenden Bauarbeiten wurde die Kirche 1862 neu geweiht.

## Beschreibung
Die Saalkirche besteht aus einem rechteckigen Langhaus und einem eingezogenen, quadratischen Chorturm im Osten. Das Satteldach des Langhauses und der Aufsatz des Turms sind schiefergedeckt. Der Turmaufsatz besteht aus einem quadratischen Teil mit abgeschrägten Ecken. Darauf erhebt sich ein achtseitig eingezogenes Teil, das von einer Haube bedeckt ist, die wiederum von einem Helm bekrönt ist. Im Turm hängen drei Gussstahlglocken, gegossen 1921. Der Giebel auf der Westseite hat ein Giebelgesims. In ihm, wie auch an den Längsseiten des Langhauses befinden sich drei spitzbogige hohe Fenster. Das mittlere ist niedriger, weil unter ihm ein Portal eingebaut wurde. Das Kirchenschiff hat zweigeschossige Emporen und Kirchenbänke mit braunem Anstrich und sparsamer Vergoldung. Der Kirchsaal und der Chor sind mit verputzten Flachdecken überspannt. Sie sind mit einem gotisch gestalteten Triumphbogen voneinander getrennt. Die Sakristei ist durch eine hölzerne Stellwand hinter dem modernen, aufgemauerten Altar abgetrennt. Sie ist mit Schablonenmalerei versehen, die aus 36 schmalen, mit Maßwerk verzierten Feldern besteht. Die Kanzel links am Triumphbogen ist von 1862, ihr Aufgang stammt aus jüngerer Vergangenheit. Ihr gegenüber befindet sich ein kleiner Ambo. Vor der Kanzel steht ein Taufbecken. Als Schutz vor Verunreinigungen und Verdunstung hat es einen Deckel. Hinter dem Taufbecken steht ein Taufengel, dem heute die Arme fehlen. Das alte Sakramentshaus ist mit Malereien geschmückt, die noch die Umrisse von zwei Engeln mit Weihrauchfässern erkennen lassen. Seine alte Gittertür ist noch erhalten. Es steht heute hinter dem Ambo.
Die Orgel mit 16 Registern, verteilt auf zwei Manuale und Pedal, wurde 1861 von Friedrich Wilhelm Dornheim gebaut.